# Giritirto (Wonogiri)
Giritirto is een bestuurslaag in het regentschap Wonogiri van de provincie Midden-Java, Indonesië. Giritirto telt 7900 inwoners (volkstelling 2010).